# Jesper Strömblad
Jesper Strömblad (ur. 28 listopada 1972 w Göteborgu) – szwedzki muzyk, kompozytor i multiinstrumentalista. Były członek zespołu metalowego In Flames. Pisał głównie melodie dla zespołu, pozostawiając pracę nad partiami solo dla drugiego gitarzysty, Björna Gelotte.
Strömblad zaczął się uczyć gry na skrzypcach kiedy miał 5 lat. Grał na nich aż do momentu w którym mając 12 lat usłyszał po raz pierwszy Iron Maiden. Rozpoczął wtedy naukę gry na gitarze elektrycznej.
Jesper Strömblad od 1995 roku występuje jako basista i gitarzysta w zespole Dimension Zero. Wspólnie ze wspomnianym już Björnem Gelotte stworzył grupę o nazwie All Ends. Od 2011 roku jest gitarzystą The Resistance. W przeszłości grał także w innych zespołach, w tym Ceremonial Oath, Hammerfall, Sinergy.
Jesper używa gitar ESP, Cort oraz wzmacniaczy Peavey. W swojej karierze używał także gitar Gibson.
W 2004 roku muzyk wraz z Björnem Gelotte został sklasyfikowany na 70. miejscu listy 100 najlepszych gitarzystów heavymetalowych wszech czasów według magazynu Guitar World.